# Kleine zwaan
De kleine zwaan (Cygnus bewickii) is de kleinste van de drie soorten zwanen die regelmatig in Nederland en België voorkomen. In Nederland wordt de kleine zwaan beschouwd als een aparte soort, maar internationaal wordt dit taxon meestal opgevat als een ondersoort van de fluitzwaan (Cygnus columbianus) uit Noord-Amerika. Kleine zwanen broeden 's zomers op de Russische toendra. In de winter komen ze met duizenden naar onder andere Nederland om daar te overwinteren.

## Beschrijving
Kleine zwanen verschillen van de knobbelzwaan onder andere door hun formaat. De kleine zwaan wordt zo'n 127 centimeter, en de knobbelzwaan wel 150 centimeter (snavelpunt tot staart). Kleine zwanen hebben bovendien geen knobbel boven op de snavel, en de vlek op de snavel is geel, in tegenstelling tot de oranje kleur die een groot deel van de snavel van de knobbelzwaan heeft.
Van de wilde zwaan, die even groot is als de knobbelzwaan, verschilt de kleine zwaan behalve door het formaat ook doordat de gele vlek op de snavel van de wilde zwaan groter is, en naar voren in een punt uitloopt; de gele vlek van de kleine zwaan is kleiner, aan de voorkant afgerond, en loopt niet zo ver naar voren door. Kleine zwanen foerageren soms met honderden tegelijk op graslanden. 's Avonds is hun roep te horen als ze van de voedselplek naar een veilige slaapplek vliegen. Zo'n plaats is vaak een meer of afgesloten natuurgebied dat 's nachts voldoende veiligheid biedt. Kleine zwanen zijn vanaf oktober tot maart te zien in Nederland.

### Kenmerken
| Kleur:      | wit, snavel is zwart-geel            |
| Geluid:     | melodieus hoge tonen "klioe-kloeie"  |
| Voedsel:    | gras, toendramossen en waterplanten. |
| Lengte:     | ongeveer 120 cm.                     |
| Spanwijdte: | ongeveer 180 cm.                     |

## Verspreiding en leefgebied
De kleine zwaan broedt op de toendra's van Eurazië vanaf het schiereiland Kola tot ongeveer de monding van de rivier de Kolyma in Oost-Siberië. In de herfst trekken de zwanen over de Witte Zee en de Oostzee naar het zuiden, waarna ze overwinteren aan de Noordzeekust van Duitsland, Nederland, Groot-Brittannië en Ierland. Groepen die oostelijk broeden hebben ook overwinteringsgebieden aan de Kaspische Zee, het Aralmeer en de kusten van Oost-Azië.
De broedgebieden zijn de moerassige delen van de arctische toendra, vooral stukken in de buurt van stromend water en met een weelderige vegetatie.

## Status
BirdLife International beschouwt de kleine zwaan als ondersoort van de fluitzwaan. De wereldpopulatie van deze soort werd in 2016 geschat op 317 tot 336 duizend individuen. De broedpopulatie van de kleine zwaan in Europa werd in 2015 geschat op 5 tot 6 duizend paar. Uit onderzoek gepubliceerd in 2015 blijkt dat de Europese populatie sinds 2000 in aantal afneemt, mogelijk met 50 tot 79% tot in 2038 (d.w.z. 1,8 tot 4,1% per jaar). De oorzaak van deze afname is habitatverlies in de overwinteringsgebieden en de foerageergelegenheden op de trekroute tussen broedgebied en overwinteringsgebied. De draslanden die voor de vogels noodzakelijk zijn worden drooggelegd voor ander agrarisch gebruik, of ze worden niet meer gemaaid en verruigen tot terreinen met struikgewas. Mogelijk speelt ook klimaatverandering een rol. Het tempo van achteruitgang van de wereldpopulatie van de fluitzwaan ligt (nog) onder de 30% in tien jaar (minder dan 3,5% per jaar). Om deze redenen staat de soort als niet bedreigd op de Rode Lijst van de IUCN. Er gelden wel beperkingen voor de handel in deze zwaan, want de soort staat in de Bijlage II van het CITES-verdrag. Verder is de vogel beschermd krachtens de Europese Vogelrichtlijn, de Conventie van Bern en de internationale AEWA-overeenkomst.

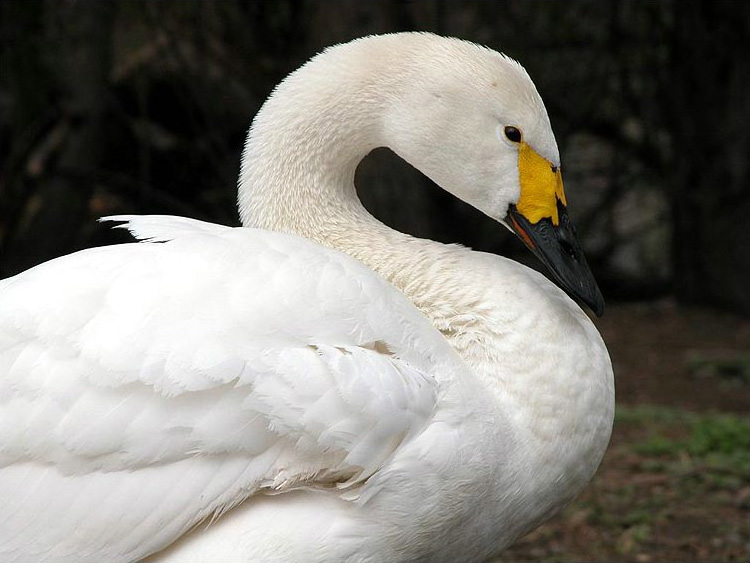
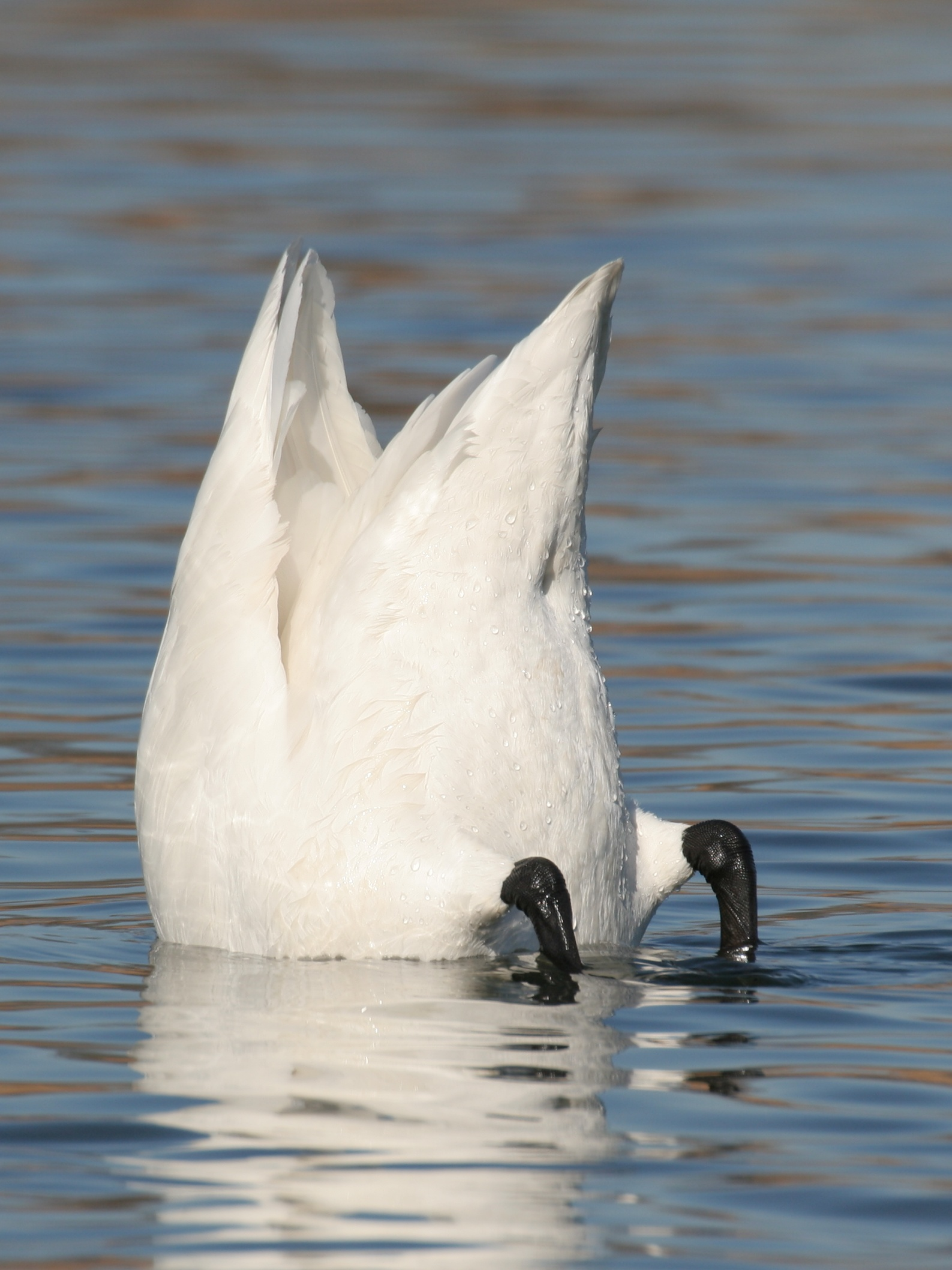
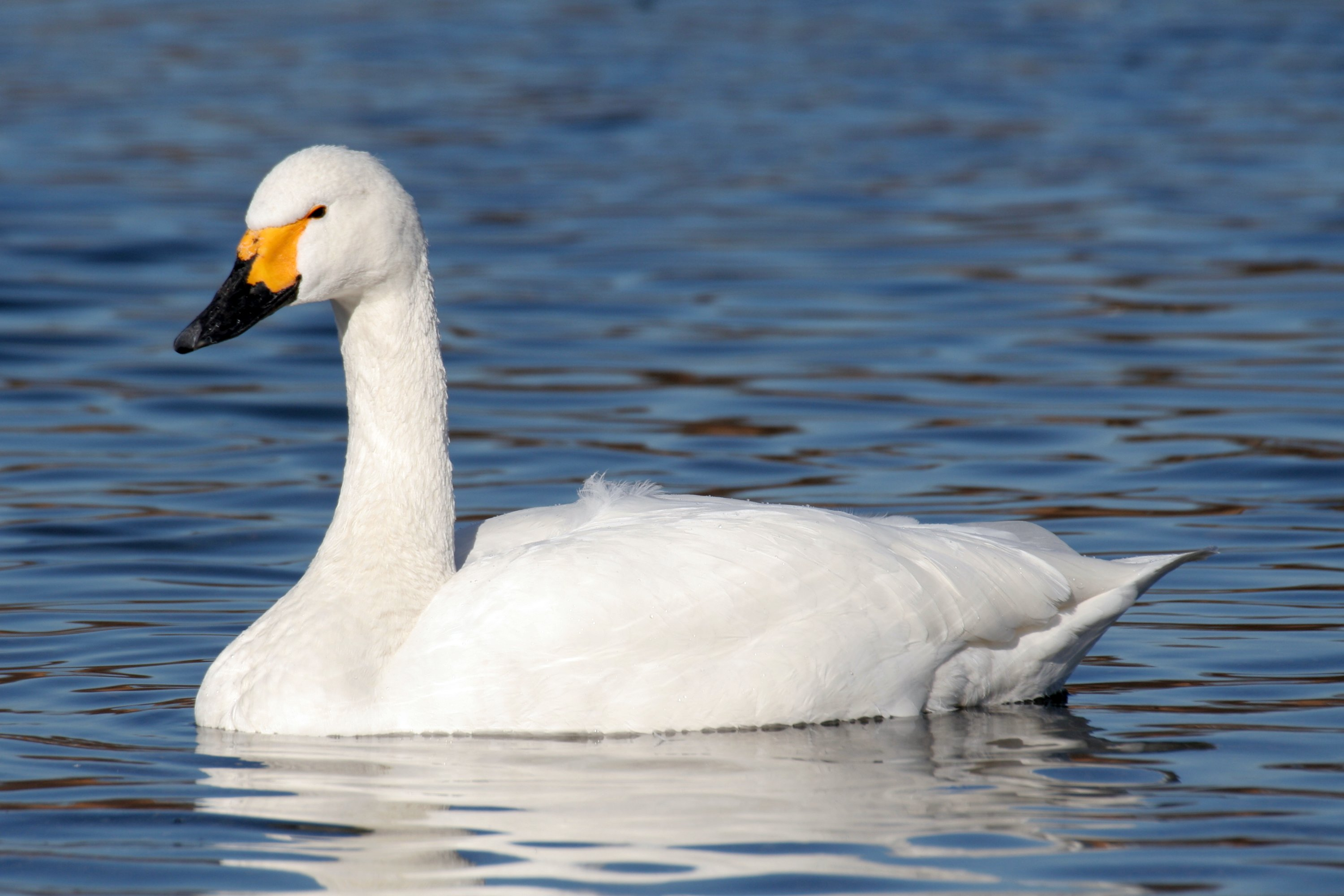
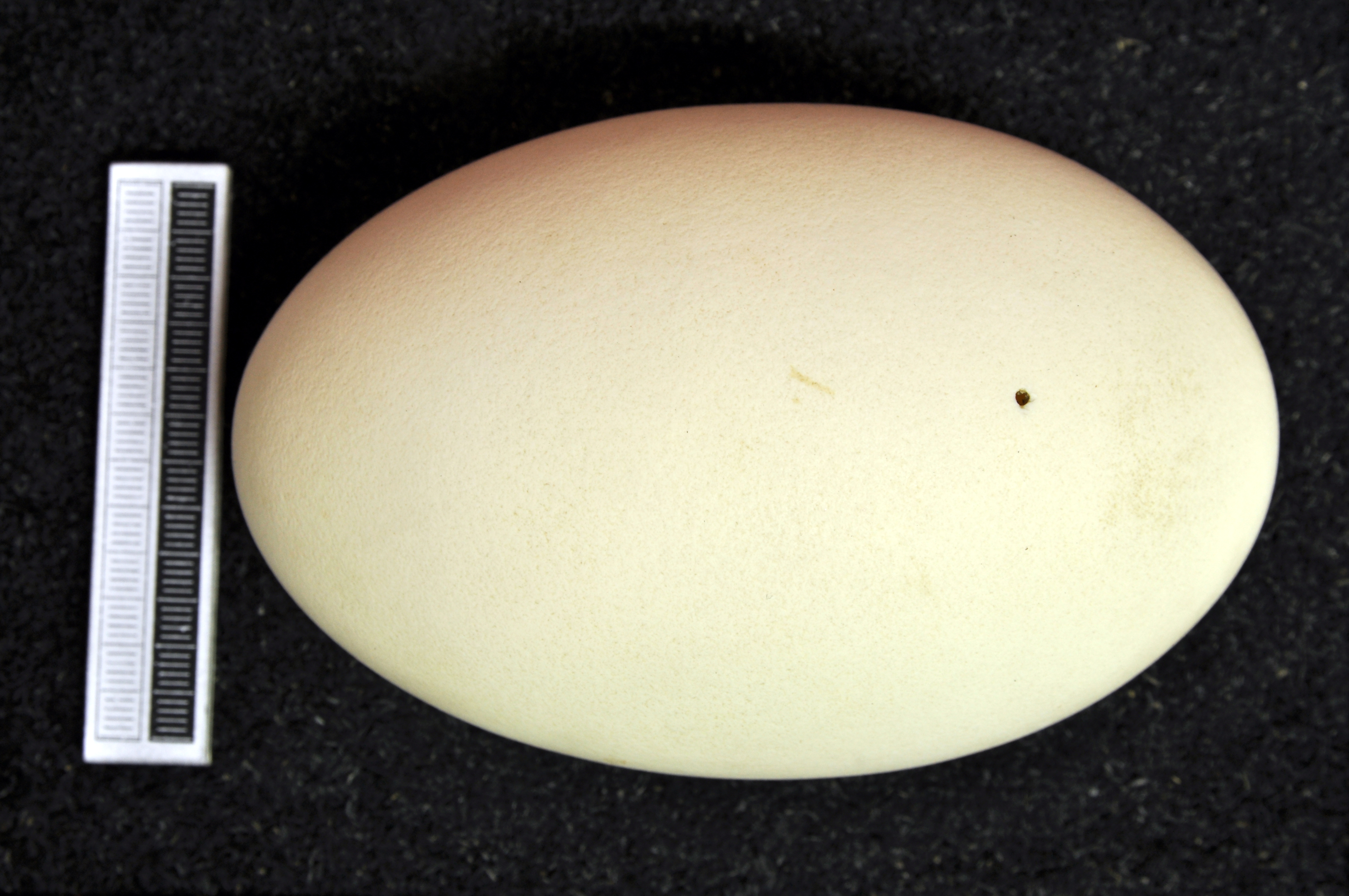
Ei uit collectie Museum Wiesbaden